# Mind Energy
Mind Energy (tidligere Energi Danmark Group) er en international dansk energihandelsvirksomhed, der sælger el samt olie- og gasprodukter til offentlige institutioner og virksomheder. Virksomheden har hovedkvarter i Aarhus, hvor den blev etableret i 1993 under navnet Disam A/S. I april 2025 skiftede virksomheden navn fra Energi Danmark Group til det nuværende navn Mind Energy.
Mind Energy havde ca. 240 ansatte (2023). Der handles internationalt i Danmark, Sverige, Finland, Norge og Tyskland, og i 2023 var omsætningen på 119,8 mia. danske kroner. I 2023 handlede de 37,5 TWh energi. Energi Danmark er ejet i fællesskab mellem NRGi og Andel.